# The Glory of Yolanda
The Glory of Yolanda è un film muto del 1917 diretto da Marguerite Bertsch.

## Trama
Incantato dalla bellezza di Yolanda, figlia di poveri contadini che ha incontrata per caso, il granduca Boris paga gli studi di ballerina alla ragazza, permettendole di trasferirsi a Pietroburgo insieme alla madre. Mentre segue i suoi studi, Yolanda si innamora di Alexander, un artista. Il granduca, intanto, ha intenzione di farsi "ripagare" dalla giovane donna che ormai è diventata una ballerina di successo. La aggredisce nel suo palazzo ma Yolanda è salvata da Serge, suo fratello. Durante la colluttazione, Boris rimane ucciso. Il principe Drolinski, amico del granduca ma anche grande ammiratore di Yolanda, viene mosso a pietà dalla ragazza e lascia che Serge fugga. Yolanda accompagna in esilio Alexander fino a che Drolinski non riesce a ottenere la grazia per tutti loro.

## Produzione
Il film fu prodotto dalla Vitagraph Company of America.

## Distribuzione
Distribuito dalla Greater Vitagraph (V-L-S-E), il film uscì nelle sale cinematografiche statunitensi il 20 gennaio 1917.